# Kaňkit
Kaňkit je minerál s chemickým vzorcem Fe3+AsO4·3,5 H2O). Kaňkit je pojmenován podle lokality, která poskytla první exempláře Kaňk, Česká republika. Kaňkit se tvoří ve starých (1200 až 1400 let starých) důlních výsypkách. Po nálezu je žlutozelený, na vzduchu poté světlejší zelenožlutý.

## Vlastnosti
Kaňkit je monoklinický minerál, což znamená, že se jedná o minerální systém se 3 nestejnými osami, z nichž jedna je v pravém úhlu s ostatními dvěma. Má nerovný lom a tvrdost 2–3 (sádra–kalcit). Je průsvitné žlutavě zelené barvy s šedožlutým pruhem. Jeho lesk je matný až skelný. Kankit obsahuje prvky arsen, železo, vodík a kyslík. To bylo schváleno IMA v roce 1976.

## Výskyt
Kaňkit byl poprvé popsán v roce 1976 Kaňkovských dolech u Kutné Hory. Jedná se o vzácný druhotný minerál na silně zvětralých důlních výsypkách obsahujících arsenopyrit. Vyskytuje se ve spojení se scoroditem, pitticitem, paraskoroditem, zykaitem, arsenopyritem, vajdakitem, nativním arsenem, pyritem, proustitem, sádrovcem, „ limonitem “ a křemenem.
Jeho výskyt byl také hlášen z Munzigu blízko Meissenu; z Brand-Erbisdorfu, v Sasku ; z Menzenschwandu, Schwarzwaldu v Německu. Vyskytuje se v dole King's Wood, Buckfastleigh, Devon,v dole South Terras, St. Stephen-in-Brannel, Cornwall v Anglii. Byl také hlášen z dolu Suzukura severo-severovýchodně od Enzanu, v prefektuře Jamanaši, v Japonsku.